# 1926
1926 (MCMXXVI) var ett normalår som började en fredag i den gregorianska kalendern och ett normalår som började en torsdag i den julianska kalendern.

## Händelser

### Januari

Lufthansa

- 1 januari – Lidingö stad blir Sveriges 112:e stad.[1]
- 6 januari – Tyska flygbolaget Lufthansa grundas [2].
- 7 januari – Med anledning av de svåra isförhållandena vid Norrlandskusten beslutar svenska regeringen sända Isbrytaren II, för att assistera nödställda fartyg.[1]
- 14 januari – I Stockholm undertecknas en konvention angående fredligt avgörande av tvister mellan Sverige och Danmark [3].
- 17 januari – Efter nio år går Höglunds-kommunisterna tillbaka till det socialdemokratiska moderpartiet och lovar att "inte bedriva fraktionspolitik i någon form" [4].
- 23 januari – Internatläroverket Sigtunaskolan [5] invigs av den svenske ärkebiskopen Nathan Söderblom.

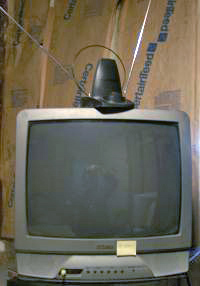
TV.

- 27 januari – Uppfinningen television visas för första gången av skotten John Logie Baird [6] i Storbritannien [2].

### Februari
- 8 februari – Almagrundets fyrskepp skruvas fast i isen vid Huvudskär utan möjlighet till förbindelse med land.[7]

### Mars
- 8 mars – Bouppteckningen efter 1925 avlidne skeppsredare Dan Broström visar tillgångar på över 13,5 miljoner SEK.[8]
- 9 mars – Tyskland vägras medlemskap i NF.[2]
- 12 mars – Ett makabert mord genomförs på Pipersgatan i Stockholm med hjälp av Sveriges första bilbomb, då direktören Sixten Flyborg dödas.[9]
- 19 mars – Gamlestadens fabriker i Göteborg härjas av eld, varvid färgeriet och blekeriet läggs i aska.[10]
- 23 mars – Det irländska partiet Fianna Fáil grundas, med Eamon de Valera som partiledare.

### April
- 1 april – Prinsessan Ingrid konfirmeras i Slottskapellet av ärkebiskop Nathan Söderblom.
- 7 april – Stockholms konserthus, ritat av Ivar Tengbom, invigs [4]. Det är målat i lysande blått och anses tillhöra 20-talsklassicismens höjdpunkter [11]. Festligheterna pågår i tre dagar.
- 15 april – Roald Amundsens luftskepp Norge passerar tidigt på morgonen Stockholm på sin färd från Oslo till Leningrad.[12]
- 24 april – Sovjetunionen och Tyskland undertecknar ett neutralitets- och vänskapsfördrag i Berlin [4].

### Maj

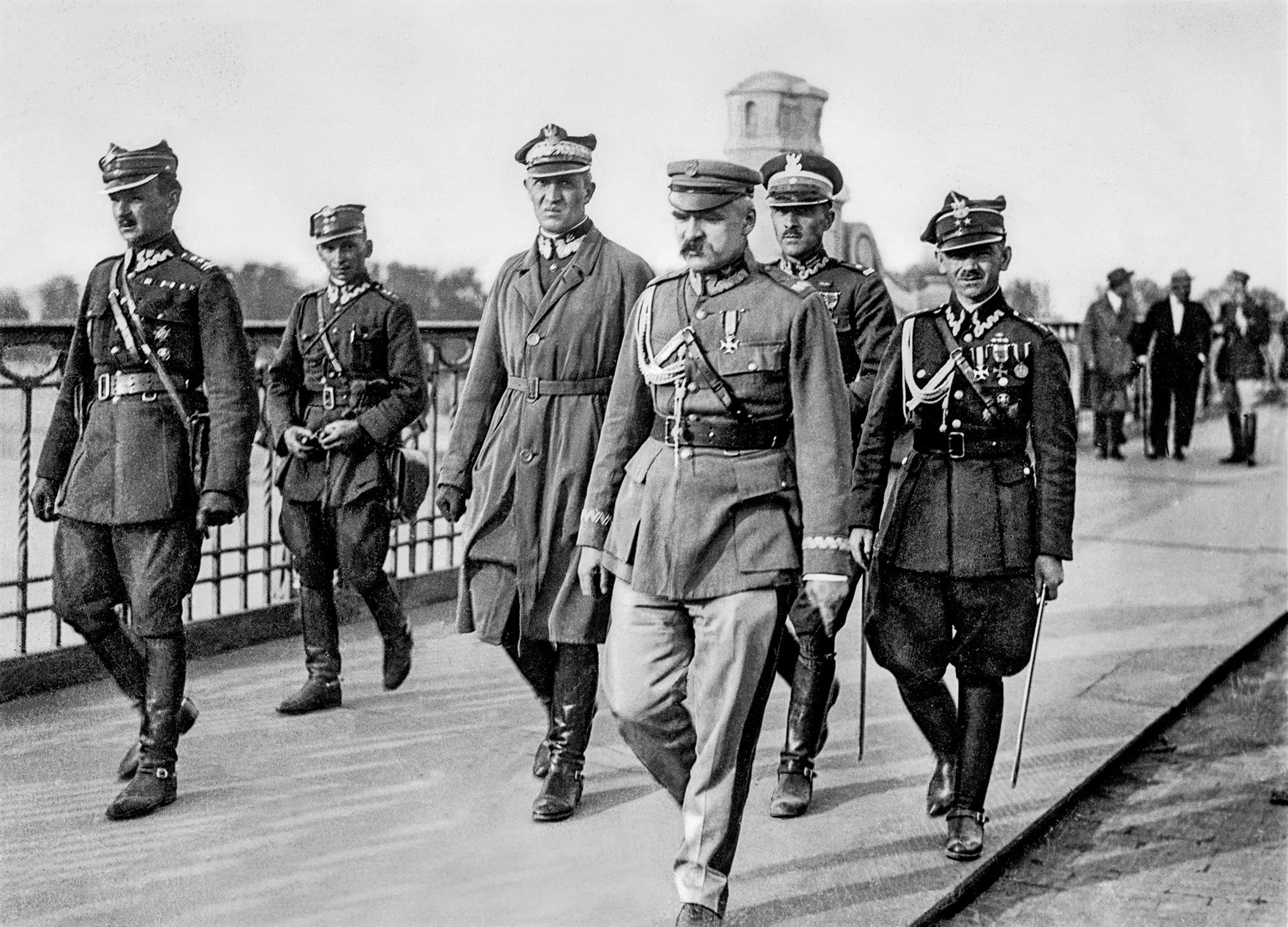
Majkuppen i Polen 1926.

- 7 maj–25 juni – USA skickar soldater till Nicaragua efter en statskupp [13].
- 9 maj – Amerikanen Richard Byrd blir först att flyga över nordpolen [6].
- 12 maj – Umberto Nobile, italiensk luftskeppspionjär, flyger över nordpolen med luftskeppet Norge tillsammans med Roald Amundsen.
- 15 maj
  - Józef Piłsudski griper makten i Polen efter gatustrider, och utropar "moralisk diktatur" [6].
  - Elektrifieringen av järnvägslinjen Stockholm–Göteborg är fullbordad. De första ordinarie eltågen anländer till respektive ändpunkter.[14]
  - Den svenska riksdagen avskaffar de sista resterna legostadgan, som reglerade förhållandet mellan husbonde och anställda [11].
- 18 maj – Det meddelas att Reijmyre glasbruk i Östergötland skall läggas ner.[14]
- 20 maj – Vid en explosionsolycka vid Gyttorps krutbruk nära Nora dödas två arbetare och skadas tre.[14]
- 21 maj – Den svenska regeringen bemyndigar telegrafstyrelsen att i Motala uppföra en ny storstation för rundradio.[14]
- 22 maj – Stark vårflod i Ångermanland och Jämtland leder till att banvallar och landsvägar översvämmas.[14]
- 27 maj – Vid en explosionsolycka vid AB Expressdynamits anläggningar i Grängesberg omkommer sex personer.[14]
- 29 maj
  - En omfattande brand i centrala Piteå gör 22 familjer hemlösa [11]. Det är den största eldsvådan i staden på 40 år, och lägger tio boningshus med tillhörande ekonomibyggnader i aska.
  - Dalälven genombryter en skyddsvall vid Dragsängarnas invallningsföretag, varvid ett område på 240 tunnland sätts under vatten.[14]
- 30 maj – 10th Conference of the International Woman Suffrage Alliance äger rum i Paris.
- Maj – Viseringestvånget mellan Sverige och Tyskland avskaffas.

### Juni

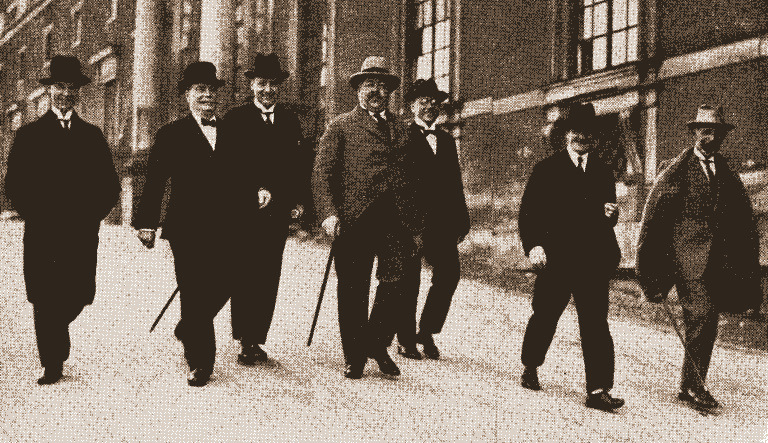
Regeringen Sandler lämnar Stockholms slott efter sin sista konselj den 2 juni 1926. Från vänster: statsminister Rickard Sandler, kommunikationsminister Viktor Larsson, justitieminister Torsten Nothin, handelsminister Carl Svensson, konsultative statsrådet Karl Schlyter, socialminister Gustav Möller och jordbruksminister Sven Linders.

- 1 juni – Den svenska socialdemokratiska regeringen fälls av den borgerliga riksdagsmajoriteten i samband med arbetsmarknadskonflikten vid Stripa gruva i Västmanland. Statens arbetslöshetskommission (AK) beslutar att arbetslösa som vägrar ta anvisat arbete ska avstängas från ersättning. Regeringen förklarar, att anvisning inte borde ha skett. Borgarna stöder dock AK och skärper konfliktdirektiven, varför regeringen avgår [4].
- 2 juni – Det första elektriska tåget mellan Stockholm och Göteborg insätts i ordinarie trafik [4].
- 7 juni – Rickard Sandler avgår som svensk statsminister och efterträds av Carl Gustaf Ekman i en frisinnad-liberal regering [4]. Han introducerar den så kallade vågmästarpolitiken.
- 11 juni – Det hus där Arthur Hazelius föddes, invigs efter att ha förvärvats till Skansen.[15]
- 13 juni – Den starka nederbörden vållar betydande översvämning i norra Västergötland, Värmland och Dalsland.
- 14 juni – Boxaren 
Harry Persson, Sverige vinner på knockout mot engelsmannen Phil Scott och blir inofficiell europamästare i tungvikt [6].
- 19 juni – Christian Erikssons staty över Karl IX, stadens grundare, avtäcks på Residenstorget i Karlstad.[16]

### Juli
- 1 juli – Stockholms stads nya mantalskontor öppnas.[17]
- 7 juli – Löjtnant N Söderberg, Malmslätt, lyckas rädda sig med fallskärm då hans flygplan havererar, vilket är första gången en fallskärm räddar ett liv i Sverige.[17]
- 14 juli – Sverige är drabbat av en värmebölja och har den högsta temperaturen i Europa [18].
- 16 juli – Tolv gårdar brinner ner i Lycksele. Genom branden blir ett 20-tal familjer hemlösa.[19]
- 25 juli – En våldsam cyklon drar fram över östra Närke och anställer stor förödelse.[20]
- 26 juli – I Malmö hittar tullen ett stort parti sprit och tobak ombord på en av flottans torpedbåtar, Iris, som senast besökt Köpenhamn.[20]

### Augusti

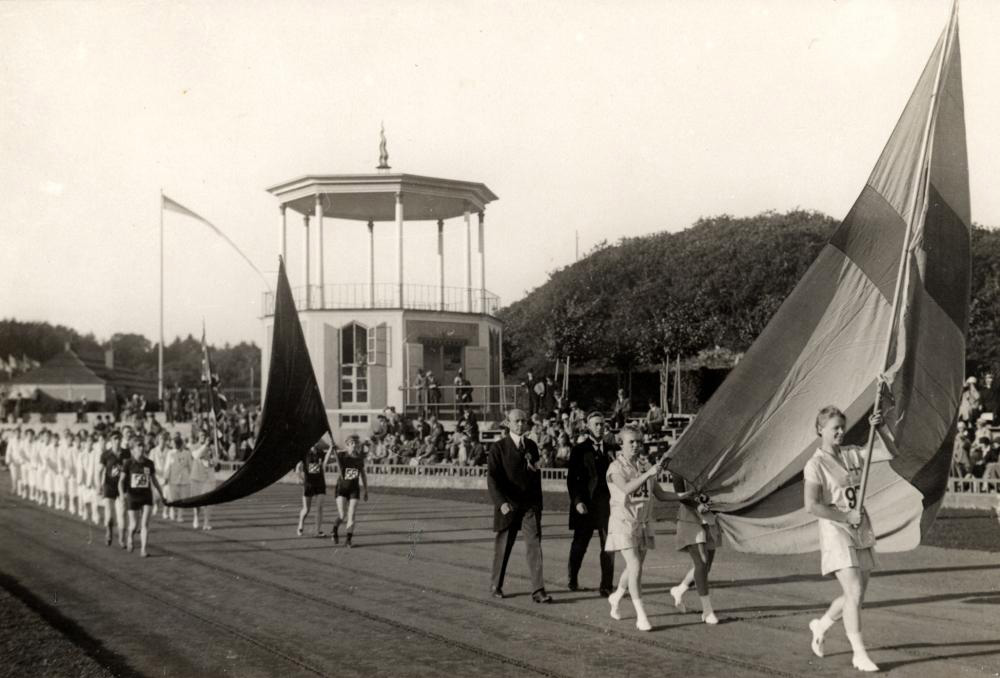
Internationella kvinnospelen 1926 i Göteborg.

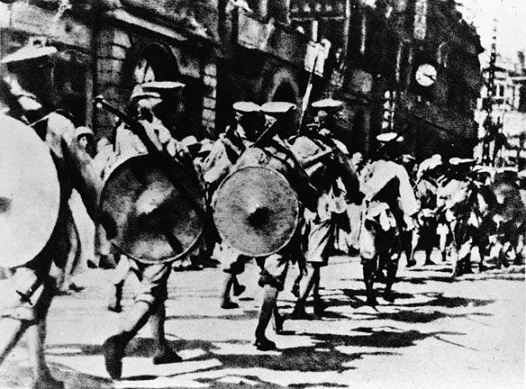
Nordfälttåget

- Augusti – Mongoliet erkänner Tuva.[21]
- Augusti–september – I Kina leder nationalisternas attack mot Hankow under Nordfälttåget till att USA skickar soldater till Kina för att skydda amerikanerna där.[13].
- 12 augusti – Brita Hazelius, 17 år, slår världsrekord på 200 m bröstsim, dagen efter den dubbla distansen [6].
- 14 augusti – De tyska och österrikiska nazistpartierna håller en gemensam konferens i Passau, Tyskland.[4]
- 23 augusti – Essviks och Nyhamns fabrikssamhällen söder om Sundsvall eldhärjas. Genom branden blir över 100 personer hemlösa.[22]
- 27 augusti
  - USA skickar återigen soldater till Nicaragua efter en statskupp [13].
  - Den andra damolympiaden går av stapeln på Slottsskogsvallen i Göteborg[11], och varar till 29 augusti.
- 30 augusti – En läkare i Skövde, Sverige döms till två månaders fängelse och 1500 svenska kronor i böter för att i betydande omfattning ha utfärdat spritrecept.

### September
- 3 september – Nobelpristagaren Rabindranath Tagore kommer på ett kort besök till Stockholm.[22]
- 6 september – Filmen Flickan i frack har biopremiär[11].
- 7 september – I Växjö avtäcks en av bildhuggaren A Källström modellerad staty av Esaias Tegnér.[23]
- 8 september – Tyskland upptas som medlem av NF [4].
- 11 september – Spanien lämnar NF [2].
- 16 september – USA drar tillbaka de flesta av de soldater man sedan augusti 1926 skickat till Kina, men några stannar kvar [13].
- 20 september – Årets svenska lingonskörd betecknas som ovanligt dålig, nästan tydande på missväxt.[24]
- 21 september – Förlovningen mellan kronprins Leopold III av Belgien och den svenska prinsessan Astrid eklateras.[24]
- 23 september – Utmanaren Gene Tunney, USA blir världsmästare i tungviktsboxning i Philadelphia då han sensationellt vinner mot titelhållaren Jack Dempsey, USA på poäng [4].
- 25 september –  1926 Slavery Convention signeras.

### Oktober
- 2 oktober – Den sista skenan på Ostkustbanan fastspikas vid Rogsta mellan Edsäter och Via norr om Hudiksvall.
- 7 oktober – Italiens fascistparti jämställer sig med italienska staten [2].
- 10 oktober – Svenske ärkebiskopen Nathan Söderblom angriper vid ett visitationstal i Vaxholm det korta kjolmodet: "Det är rentav anstötligt med dessa korta kjolar" [11].
- 13 oktober – Under de senaste dagarna har en orkan rasat över södra och västra Skandinavien med en mängd fartygsförlisningar och dödsfall som följd.[25]
- 18 oktober – Agnes von Krusenstjernas sista bok om flickan Toni, Tonis sista läroår, utkommer . Med dessa böcker har författaren berört den kvinnliga sexualiteten på ett sätt som ej tidigare kunnat göras [18].
- 21 oktober – Kyrkomötet godkänner den svenska regeringens förslag om borgerlig begravning [18].
- 22 oktober – Handelshögskolans nya byggnad vid Sveavägen i Stockholm invigs.[26]
- 28 oktober – Sveriges tobakshandlares riksförbund uppmanar sina medlemmar att avstå från försäljning av skandalbladet Fäderneslandet.[26]
- 31 oktober – Bandelen Gävle–Söderhamn på Ostkustbanan öppnas för ordinarie trafik.[27]

### November

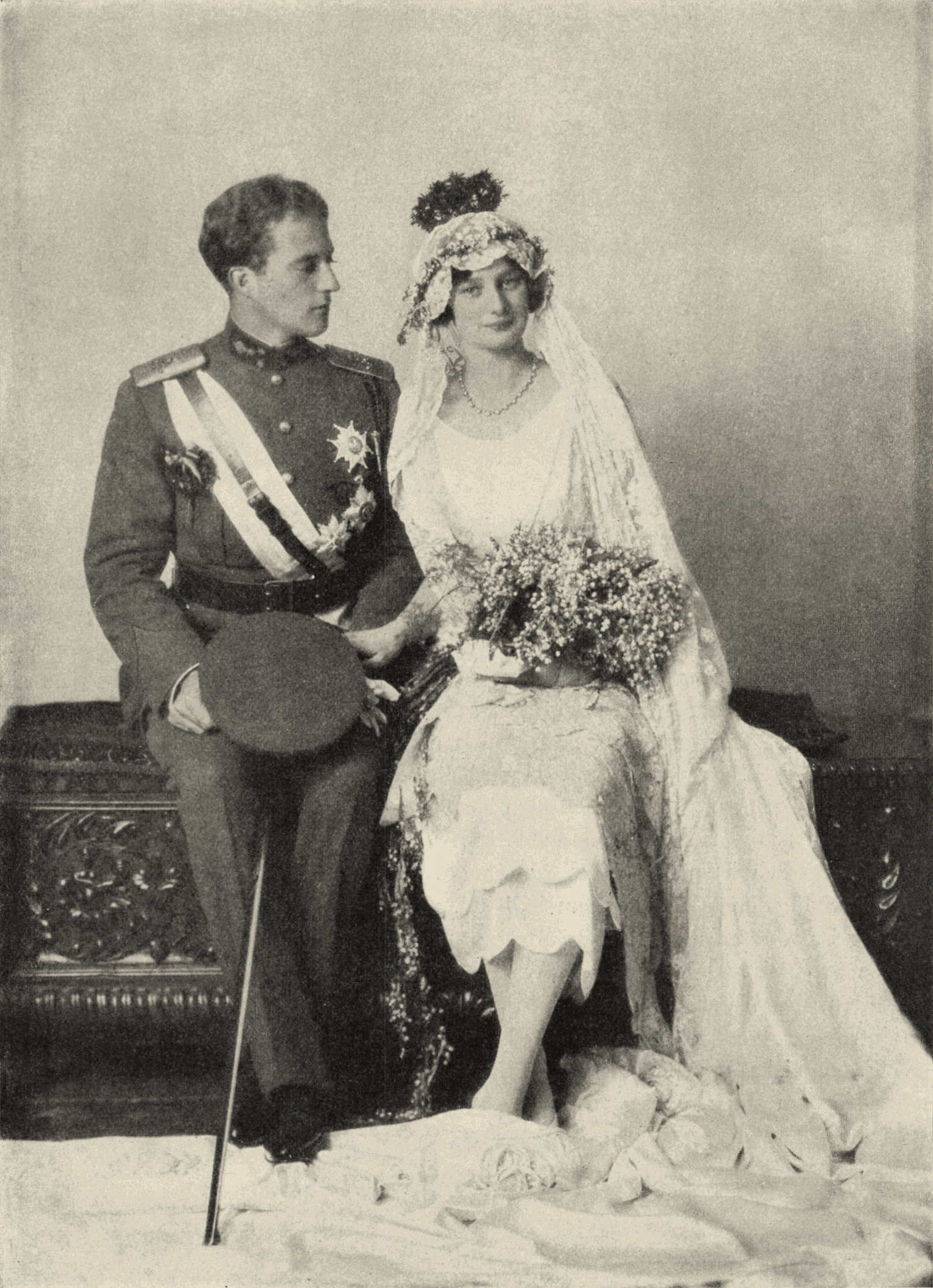
Bröllopet mellan prinsessan Astrid och kronprins Leopold

- 1 november – Prins Oscar Bernadotte överlämnar som gåva sin egendom Villa Fridhem på Gotland jämte en större summa pengar till KFUM.[27]
- 4 november – Prins Carls yngsta dotter, svenska prinsessan Astrid, gifter sig med Belgiens kronprins Leopold vid en borgerlig ceremoni i Stockholm [11], vilket är 1920-talets stora kungliga romans [6].
- 4–6 november – Då nationalisterna i Kina intagit Kiukiang skickar USA flottstyrkor till Kina för att skydda utlänningar [13].
- 7 november – Carl Milles staty Europa och tjuren avtäcks på Stora Torg i Halmstad [6].
- 10 november
  - Den svenske kaptenen L E Tornberg sätter världsrekord i höjdflygning med 5 731 meter [18].
  - Giftermålet mellan prinsessan Astrid och prins Leopold bekräftas vid en ceremoni i  St. Michael och St. Gudula katedralen i Bryssel [4].
- 20 november
  - Landsvägen Malmö–Lund, Sveriges mest trafikerade, invigs efter en genomgripande ombyggnad. Den är dels belagd med smågatsten, dels med betong.[28]
  - Kanada, Australien, Sydafrika och Newfoundland blir självstyrande områden under Storbritannien i det nybildade Brittiska samväldet.

### December
- 7 december – Fångdammen till flottans nya torrdocka på Beckholmen i Stockholm sprängs. Dockan, östkustens största, tas i bruk några dagar senare.[29]
- 10 december – The Svedberg får Nobelpriset för sina insatser inom kolloidkemin [18]. George Bernard Shaw från Storbritannien har fått litteraturpriset, men uteblir från ceremonin [11].
- 13 december – Väinö Tanner bildar Finlands första arbetarregering [2].
- 22 december
  - Harry Persson, Sverige förlorar på poäng mot Jimmy Maloney i Madison Square Garden i New York efter segrar i USA och Kuba [6].
  - Den nya Nockebybron vid Drottningholm öppnas för trafik. Bron mäter 450 meter i längd och har kostat 550.000 kronor.
- 25 december – Kronprins Hirohito blir Japans kejsare, vilket han i praktiken blev 1921 när kejsar Yoshito blev oförmögen att regera [4].
- 27 december – Garnisonssjukhuset i Boden, ett av Sveriges modernaste, härjas svårt av eld.[30]

### Okänt datum
- Sven Hedin påbörjar sin fjärde och sista expedition till Asien.
- Sveriges Fascistiska Folkparti etablerar sig i Stockholm [18] som Sveriges första fascistparti, med tillhörande Sveriges Fascistiska Kamporganisation (SFKO). Partiet leds av Konrad Hallgren, Sven Hedengren och Sven-Olov Lindholm samt ger ut tidningen Spöknippet.
- Automatiseringen av det svenska telefonsystemet inleds.
- Svenska sparbanksföreningen börjar ge ut barntidningen Lyckoslanten.
- Den automatiska telefonsvararen uppfinns i Karlskrona [18].
- Leufsta bruk i Uppland läggs ner.
- Den svenska polisen får en enhetlig uniform för hela landet.
- AB Volvo grundas.
- I Köpenhamn, Danmark byter Københavns Tjenestepigeskole namn till "Husassistenternes Fagskole" [31].
- Villa Josephson uppförs i Sverige.
- Sverige lämnar sin plats i NF för att få in Tyskland [32].
- Svenska kronprinsparet ger sig ut på jorden runt-resa och besöker bland annat Hollywood [33].

## Födda

### Första kvartalet

#### Januari
- 5 januari – Maria Schell, österrikisk skådespelare. (död 2005)
- 7 januari – Gudrun Henricsson, svensk skådespelare och sångerska. (död 2018)
- 11 januari – Sten G. Camitz, svensk regissör, fotograf, klippare och filosof. (död 2014)
- 22 januari – Viljo Rasila, finländsk historiker. (död 2023)
- 23 januari – Lars Björne, svensk filmfotograf. (död 2013)
- 27 januari
  - Marit Bergson, svensk skådespelare och scripta.
  - Ingrid Thulin, svensk skådespelare. (död 2004)
- 29 januari – Abdus Salam, pakistansk fysiker, nobelpristagare 1979. (död 1996)

#### Februari
- 2 februari – Valéry Giscard d'Estaing, fransk politiker, Frankrikes president Frankrike 1974–1981. (död 2020)
- 8 februari – Allan Rich, amerikansk skådespelare. (död 2020)
- 14 februari – María del Carmen Franco y Polo, spansk hertiginna, dotter till Francisco Franco. (död 2017)
- 20 februari – Bob Richards, ("Den stavhoppande prästen"), amerikansk friidrottare, stavhoppare. (död 2023)
- 25 februari – Eva Bergh, norsk skådespelare. (död 2013)

#### Mars
- 2 mars – Carl Lidbom, svensk socialdemokratisk politiker, handelsminister 1975–1976, ambassadör i Paris 1982–1992. (död 2004)
- 2 mars – Murray Rothbard, amerikansk nationalekonom. (död 1995)
- 6 mars – Alan Greenspan, amerikansk nationalekonom, centralbankschef 1987–2006.
- 13 mars
  - Roy Haynes, amerikansk jazzmusiker. (död 2024)
  - Gert Landin, svensk radio- och TV-journalist och programpresentatör. (död 2003)
- 15 mars – Peter Shaffer, brittisk författare, dramatiker och manusförfattare. (död 2016)
- 16 mars – Jerry Lewis, amerikansk skådespelare, komiker, filmproducent, manusförfattare och regissör. (död 2017)
- 18 mars – Peter Graves, amerikansk skådespelare. (död 2010)
- 24 mars – Dario Fo, italiensk författare, nobelpristagare. (död 2016)
- 27 mars – Ulf von Zweigbergk, svensk skådespelare. (död 2013)
- 28 mars – Ullacarin Rydén, svensk skådespelare. (död 1974)
- 30 mars
  - Ingvar Kamprad, svensk företagare, grundare av IKEA. (död 2018)
  - Ray McAnally, irländsk skådespelare. (död 1989)

### Andra kvartalet

#### April
- 2 april – Jack Brabham, australiensisk racerförare. (död 2014)
- 3 april – Virgil I. Grissom, amerikansk astronaut. (död 1967)
- 5 april – Roger Corman, amerikansk regissör, producent och manusförfattare. (död 2024)
- 6 april – Ian Paisley, nordirländsk protestantisk politiker, EU-parlamentariker 1979–2004. (död 2014)
- 9 april
  - Hugh Hefner, amerikansk företagare, grundare av Playboy. (död 2017)
  - János Herskó, ungersk regissör, skådespelare och manusförfattare. (död 2011)
  - Harris Wofford, amerikansk demokratisk politiker, senator 1991–1995. (död 2019)
- 14 april – Herbert Harris, amerikansk demokratisk politiker, kongressledamot 1975–1981. (död 2014)
- 15 april
  - Colin Bean, brittisk skådespelare. (död 2009)
  - Walter Huddleston, amerikansk demokratisk politiker, senator 1973–1985. (död 2018)
- 16 april – Hans Bendrik, svensk skådespelare och dramatiker. (död 2010)
- 17 april – John Harryson, svensk skådespelare. (död 2008)
- 21 april
  - Elizabeth II, regerande drottning av Storbritannien 1952–2022. (död 2022)
  - Tord Peterson, svensk skådespelare. (död 2021)
- 22 april – Harald Leipnitz, tysk skådespelare. (död 2000)
- 24 april
  - Thorbjörn Fälldin, svensk politiker, partiledare för Centerpartiet 1971–1985, Sveriges statsminister 1976–1978 och 1979–1982. (död 2016)
  - Elsa-Marianne von Rosen, svensk balettdansös, koreograf och skådespelare. (död 2014)
- 30 april
  - Cloris Leachman, amerikansk skådespelare. (död 2021)
  - Sten Samuelson, svensk arkitekt. (död 2002)

#### Maj
- 5 maj – Åke Harnesk, svensk skådespelare. (död 2018)
- 6 maj – Stig Dingertz, svensk civilingenjör och landstingspolitiker (moderat)
- 8 maj – David Attenborough, brittisk zoolog.
- 10 maj – Alfreda Markowska,  polsk rom som under andra världskriget räddade cirka femtio romer och judar undan nazisterna. (död 2021)
- 18 maj – Dirch Passer, dansk skådespelare och manusförfattare. (död 1980)
- 25 maj – Max von der Grün, tysk författare. (död 2005)
- 26 maj – Miles Davis, amerikansk jazztrumpetare. (död 1991)
- 28 maj – Mogens Glistrup, dansk politiker, grundare av Fremskridtspartiet. (död 2008)
- 29 maj – Peter Wallenberg, svensk företagsledare och industrifinansman. (död 2015)
- 31 maj
  - Staffan Lindén, svensk skämttecknare och författare[34]. (död 2000)
  - John Kemeny, ungersk-amerikansk matematiker och programmerare. (död 1992)

#### Juni
- 1 juni
  - Marilyn Monroe, amerikansk skådespelare. (död 1962)
  - Richard Schweiker, amerikansk republikansk politiker. (död 2015)
- 2 juni – Raul Hilberg, amerikansk-österrikisk historiker. (död 2007)
- 3 juni
  - Roscoe Bartlett, amerikansk republikansk politiker, kongressledamot 1993–2013.
  - Allen Ginsberg, amerikansk poet. (död 1997)
- 5 juni – Peter G. Peterson, amerikansk republikansk politiker och företagsledare. (död 2018)
- 6 juni – Lars Ekborg, svensk skådespelare. (död 1969)
- 8 juni – Nine Christine Jönsson, svensk författare, manusförfattare och skådespelare. (död 2011)
- 10 juni – Brita Borg, svensk sångerska, skådespelare och revyartist. (död 2010)
- 15 juni
  - Arne Hårdén, svensk konstruktör och formgivare. (död 2008)
  - Gun Kessle, svensk fotograf, illustratör, konstnär och författare. (död 2007)
  - Aleksandr Lapauri, rysk dansare och koreograf. (död 1975)
- 16 juni – Norma Sjöholm, svensk revyskådespelare och dansare. (död 2000)
- 20 juni – Lee S. Dreyfus, amerikansk republikansk politiker samt medie- och kommunikationsvetare, guvernör i Wisconsin 1979–1983. (död 2008)
- 23 juni – Lars Johan Werle, svensk kompositör, arrangör av filmmusik. (död 2001)
- 25 juni – Kep Enderby, australisk jurist och politiker, justitieminister 1975. (död 2015)
- 28 juni – Mel Brooks, amerikansk komiker, regissör och skådespelare.
- 29 juni – Jabir al-Ahmad al-Jabir as-Sabah, emir i Kuwait 1977–2006. (död 2006)
- 30 juni – Paul Berg, amerikansk kemist, nobelpristagare 1980. (död 2023)

### Tredje kvartalet

#### Juli
- 4 juli – Alfredo Di Stéfano, argentinsk-spansk fotbollsspelare. (död 2014)
- 13 juli
  - Arne Ragneborn, svensk skådespelare, regissör och manusförfattare. (död 1978)
  - Bengt-Arne Wallin, svensk musiker och kompositör. (död 2015)
- 14 juli – Harry Dean Stanton, amerikansk skådespelare. (död 2017)
- 15 juli – Leopoldo Galtieri, argentinsk militär, president 1981–1982. (död 2003)
- 16 juli – Sigyn Sahlin, svensk skådespelare. (död 2010)
- 21 juli
  - Bill Pertwee, brittisk skådespelare. (död 2013)
  - Norman Jewison, kanadensisk filmregissör, filmproducent, skådespelare och manusförfattare. (död 2024)
- 24 juli – Margreth Weivers, svensk skådespelare. (död 2021)
- 27 juli
  - Marlow Cook, amerikansk republikansk politiker, senator 1968–1974. (död 2016)
  - Georg C. Ehrnrooth, finländsk politiker, riksdagsledamot 1958–1979 och 1983–1987. (död 2010)
- 31 juli – Hilary Putnam, amerikansk filosof. (död 2015)

#### Augusti
- 3 augusti
  - Tony Bennett, amerikansk sångare. (död 2023)
  - John M. Murphy, amerikansk demokratisk politiker, kongressledamot 1963–1981. (död 2015)
  - Vanja Rodefeldt, svensk skådespelare. (död 2001)
  - Arne Stivell, svensk filmproducent, regissör, skådespelare och musiker. (död 1997)
- 4 augusti – Bengt Lagerkvist, svensk regissör, manusförfattare och författare. (död 2013)
- 5 augusti – Per Wahlöö, svensk författare och journalist. (död 1975)
- 6 augusti – János Rózsás, ungersk författare. (död 2012)
- 13 augusti – Fidel Castro, Kubas premiärminister och president efter revolutionen 1959. (död 2016)
- 14 augusti
  - Agostino Cacciavillan, italiensk kardinal. (död 2022)
  - René Goscinny, fransk författare, Asterix skapare. (död 1977)
- 15 augusti – Konstandinos Stephanopoulos, Greklands president 1995–2005. (död 2016)
- 17 augusti – Jiang Zemin, Kinas president 1993–2003. (död 2022)
- 19 augusti – Angus Scrimm, amerikansk skådespelare och journalist. (död 2016)
- 28 augusti – T.V. Rajeswar, indisk politiker, chef för Indiens underrättelsetjänst. (död 2018)

#### September
- 5 september – Bojan Westin, svensk skådespelare. (död 2013)
- 9 september – Jan-Olof Strandberg, svensk skådespelare, teaterchef och regissör. (död 2020)
- 13 september – Nils Nygren, svensk skådespelare. (död 1976)
- 17 september – Jean-Marie Lustiger, fransk kardinal, ärkebiskop emeritus av Paris. (död 2007)
- 18 september
  - Inger Juel, svensk skådespelare och sångerska. (död 1979)
  - Joe Kubert, amerikansk serietecknare. (död 2012)
- 19 september
  - Masatoshi Koshiba, japansk fysiker, nobelpristagare. (död 2020)
  - Lurleen Wallace, amerikansk demokratisk politiker, guvernör i Alabama 1967–1968. (död 1968)
- 21 september – Noor Jehan, pakistansk sångerska och skådespelerska. (död 2000)
- 23 september – John Coltrane, amerikansk jazzmusiker och tenorsaxofonist. (död 1967)

### Fjärde kvartalet

#### Oktober
- 2 oktober – Jan Morris, brittisk författare och journalist. (död 2020)
- 8 oktober – Lars Jansson, svensk författare och konstnär. (död 2000)
- 13 oktober – Carl-Michael Alw, svensk skådespelare. (död 1997)
- 15 oktober
  - Michel Foucault, fransk filosof och idéhistoriker. (död 1984)
  - Evan Hunter, eg Salvatore Lombino, amerikansk författare, pseudonym Ed McBain. (död 2005)
- 18 oktober
  - Chuck Berry, amerikansk rock-and-roll-musiker. (död 2017)
  - Klaus Kinski, tysk skådespelare. (död 1991)
- 19 oktober – Arne Bendiksen, norsk sångare och låtskrivare. (död 2009)
- 21 oktober – Don Elliott, amerikansk jazztrumpetare. (död 1984)
- 27 oktober – H.R. Haldeman, amerikansk politisk konsult, statstjänsteman och affärsman. (död 1993)

#### November
- 8 november – John Louis Mansi, brittisk skådespelare. (död 2010)
- 20 november – John Gardner, brittisk kriminalförfattare. (död 2007)
- 21 november – Hans Öberg, svensk utövare av bandy, fotboll, ishockey och handboll. (död 2009)
- 24 november – Toralv Maurstad, norsk skådespelare. (död 2022)
- 25 november – Poul Anderson, amerikansk science fiction-författare. (död 2001)
- 26 november – Rabi Ray, indisk politiker, talman i Lok Sabha 1989–1991. (död 2017)
- 30 november – Richard Crenna, amerikansk skådespelare. (död 2003)

#### December
- 6 december – Marie Takvam, norsk författare och skådespelare. (död 2008)
- 8 december – Joachim Fest, tysk historiker och författare. (död 2006)
- 11 december – Berit Gustafsson, svensk skådespelare. (död 2012)
- 13 december – George Rhoden, jamaicansk sprinter. (död 2024)
- 17 december – Rolf Carlsten, svensk artist, regissör och skådespelare. (död 2015)
- 21 december – Erik Bergman, svensk kompositör och textförfattare. (död 1984)
- 23 december – Jorge Medina Estévez, chilensk kardinal i Romersk-katolska kyrkan. (död 2021)
- 26 december – Gina Pellón, kubansk målare. (död 2014)
- 30 december – Gösta Nordgren, Snoddas, svensk sångare, flottare och bandyspelare. (död 1981)
- 31 december – Curt Boström, svensk socialdemokratisk politiker. (död 2014)

## Avlidna

### Första kvartalet

#### Januari
- 15 januari – Enrico Toselli, 42, italiensk pianist och kompositör.
- 23 januari – Désiré-Joseph Mercier, 74, belgisk katolsk ärkebiskop och kardinal.

#### Februari
- 2 februari
  - Vladimir Suchomlinov, 77, rysk militär.
  - Karl von Weizsäcker, 72, tysk politiker.
- 3 februari – Johannes Lepsius, 67, tysk teolog och orientalist.
- 5 februari
  - Gustav Eberlein, 78, tysk skulptör.
  - Siegmund Exner, 79, österrikisk fysiolog.
  - André Gedalge, 69, fransk kompositör.
- 8 februari – William Bateson, 64, brittisk genetiker.
- 28 februari – Rienzi Melville Johnston, 76, amerikansk publicist och demokratisk politiker, senator 1913.

#### Mars
- 20 mars – Louise av Sverige, 74, drottning av Danmark 1906–1912, gift med Fredrik VIII.
- 28 mars – John T. Rich, 84, amerikansk republikansk politiker.

### Andra kvartalet

#### April
- 4 april – Hjalmar Lundbohm, 70, svensk LKAB-disponent, som "byggde Kiruna".
- 5 april – Washington Ellsworth Lindsey, 63, amerikansk republikansk politiker, guvernör i New Mexico 1917–1919.
- 7 april – Friedel J. Pick, 58, tjeckisk-österrikisk läkare.
- 15 april – Binger Hermann, 83, amerikansk politiker, kongressledamot 1885–1897 och 1903–1907.
- 21 april – Alva Garbo, 22, svensk skådespelare.
- 25 april – Ellen Key, 76, svensk författare och pedagog.
- 29 april – William E. English, 75, amerikansk politiker, kongressledamot 1884–1885.

#### Maj
- 10 maj – Alton B. Parker, 73, amerikansk jurist och politiker.
- 15 maj – Albert W. Gilchrist, 68, amerikansk demokratisk politiker, guvernör i Florida 1909–1913.
- 31 maj – Knut Wicksell, 74, svensk nationalekonom och politisk aktivist.

#### Juni
- 10 juni – Antoni Gaudí, 73, spansk arkitekt.
- 14 juni – Mary Cassatt, 82, amerikansk impressionist.

### Tredje kvartalet

#### Juli
- 1 juli – Alexander del Mar, 89, amerikansk politisk ekonom, historiker och författare.
- 2 juli – Émile Coué, 69, fransk psykolog.
- 20 juli – Felix Dzerzjinskij, 48, sovjetisk politiker.
- 22 juli – Friedrich von Wieser, 75, österrikisk nationalekonom.
- 30 juli – Albert B. Cummins, 76, amerikansk republikansk politiker, senator 1908–1926.

#### Augusti
- 22 augusti – Charles William Eliot, 92, amerikansk pedagog och vetenskapsman, president av Harvard University 1869–1908.
- 23 augusti
  - Bert M. Fernald, 68, amerikansk republikansk politiker, guvernör i Maine 1909–1911, senator 1916–1926.
  - Rudolph Valentino, 31, italiensk skådespelare.

#### September
- 5 september – Karl Harrer, 35, tysk journalist och politiker.
- 23 september – Paul Kammerer, 46, österrikisk biolog.

### Fjärde kvartalet

#### Oktober
- 5 oktober – Richard F. Pettigrew, 78, amerikansk politiker och advokat, senator 1889–1901.
- 6 oktober – Simon Bamberger, 80, tysk-amerikansk politiker, guvernör i Utah 1917–1921.
- 7 oktober – Hjalmar Westring, 68, svensk ämbetsman och politiker.
- 9 oktober – Josias von Heeringen, 76, tysk militär.
- 23 oktober – Olympia Brown, 91, amerikansk kvinnorättskämpe.
- 31 oktober – Harry Houdini, 52, ungersk-amerikansk magiker.

#### November
- 6 november – Carl Swartz, 68, svensk högerpolitiker och fabrikör, Sveriges statsminister från 30 mars till 19 oktober 1917.
- 15 november – Lafayette Young, 78, amerikansk republikansk politiker och publicist, senator 1910–1911.
- 21 november – Joseph McKenna, 83, amerikansk jurist och republikansk politiker.

#### December
- 5 december – Claude Monet, 86, fransk impressionistisk målare.
- 6 december – George Alfred Carlson, 50, amerikansk republikansk politiker, guvernör i Colorado 1915–1917.
- 7 december – William B. McKinley, 70, amerikansk republikansk politiker, senator 1921–1926.
- 10 december – Nikola Pašić, 81, serbisk politiker.
- 17 december – Lars Magnus Ericsson, 80, svensk telefonkonstruktör, grundare av LM Ericsson [18].
- 19 december – William R. Webb, 84, amerikansk demokratisk politiker och pedagog, senator 1913.
- 25 december – Taishō, 47, japansk kejsare 1912–1926.
- 31 december – Henry A. du Pont, 88, amerikansk republikansk politiker, militär och affärsman, senator 1906–1917.

## Nobelpris[35]
- Fysik – Jean Baptiste Perrin, Frankrike
- Kemi – The Svedberg, Sverige
- Medicin – Johannes Fibiger, Danmark
- Litteratur – Grazia Deledda, Italien
- Fred
  - Aristide Briand, Frankrike
  - Gustav Stresemann, Tyskland

### Fotnoter
1. 1 2  ”Svenska Dagbladets årsbok”. 29 april 1926. https://runeberg.org/svda/1926/0007.html. Läst 6 juni 2011.
2. 1 2 3 4 5 6  Faktakalendern 2000 – 1926 (Utlandet) , Semic, 1999
3. ↑  Faktakalendern 2000 – 1925 (Sverige), 1999
4. 1 2 3 4 5 6 7 8 9 10 11  20:e århundrades När Var Hur – 1926, Bernt Himmelstedt, Forum, 1999
5. ↑  Faktakalendern 2000 – 1926 (Sverige), 1999
6. 1 2 3 4 5 6 7 8  100 år med Aftonbladet – 1926, 1999
7. ↑  ”Svenska Dagbladets årsbok”. 29 april 1926. https://runeberg.org/svda/1926/0009.html. Läst 6 juni 2011.
8. ↑  ”Svenska Dagbladets årsbok”. 29 april 1926. https://runeberg.org/svda/1926/0011.html. Läst 6 juni 2011.
9. ↑  100 år med Aftonbladet – Mördade sin vän med första bilbomben, 1999
10. ↑  ”Svenska Dagbladets årsbok”. 29 april 1926. https://runeberg.org/svda/1926/0012.html. Läst 6 juni 2011.
11. 1 2 3 4 5 6 7 8  Sverige 1900-talet – 1926, NE, Bra Böcker, 2000
12. ↑  ”Svenska Dagbladets årsbok”. 29 april 1926. https://runeberg.org/svda/1926/0013.html. Läst 6 juni 2011.
13. 1 2 3 4 5  ”USA:s militära insatser i utlandet”. Arkiverad från originalet den 9 december 2013. https://web.archive.org/web/20131209174005/http://www.history.navy.mil/library/online/forces.htm. Läst 31 januari 2011.
14. 1 2 3 4 5 6 7  ”Svenska Dagbladets årsbok”. 29 april 1926. https://runeberg.org/svda/1926/0015.html. Läst 6 juni 2011.
15. ↑  ”Svenska Dagbladets årsbok”. 29 april 1926. https://runeberg.org/svda/1926/0017.html. Läst 6 juni 2011.
16. ↑  ”Svenska Dagbladets årsbok”. 29 april 1926. https://runeberg.org/svda/1926/0018.html. Läst 6 juni 2011.
17. 1 2  ”Svenska Dagbladets årsbok”. 29 april 1926. https://runeberg.org/svda/1926/0019.html. Läst 6 juni 2011.
18. 1 2 3 4 5 6 7 8  Hundra år i Sverige – 1926, Hans Dahlberg, Albert Bonniers, 1999
19. ↑  ”Svenska Dagbladets årsbok”. 29 april 1926. https://runeberg.org/svda/1926/0020.html. Läst 6 juni 2011.
20. 1 2  ”Svenska Dagbladets årsbok”. 29 april 1926. https://runeberg.org/svda/1926/0021.html. Läst 6 juni 2011.
21. ↑  ”Russia” (på engelska). World Statesmen. http://www.worldstatesmen.org/Russia.htm#Tannu. Läst 22 september 2012.
22. 1 2  ”Svenska Dagbladets årsbok”. 29 april 1926. https://runeberg.org/svda/1926/0024.html. Läst 6 juni 2011.
23. ↑  ”Svenska Dagbladets årsbok”. 29 april 1926. https://runeberg.org/svda/1926/0025.html. Läst 6 juni 2011.
24. 1 2  ”Svenska Dagbladets årsbok”. 29 april 1926. https://runeberg.org/svda/1926/0026.html. Läst 6 juni 2011.
25. ↑  ”Svenska Dagbladets årsbok”. 29 april 1926. https://runeberg.org/svda/1926/0028.html. Läst 6 juni 2011.
26. 1 2  ”Svenska Dagbladets årsbok”. 29 april 1926. https://runeberg.org/svda/1926/0029.html. Läst 6 juni 2011.
27. 1 2  ”Svenska Dagbladets årsbok”. 29 april 1926. https://runeberg.org/svda/1926/0030.html. Läst 6 juni 2011.
28. ↑  ”Svenska Dagbladets årsbok”. 29 april 1926. https://runeberg.org/svda/1926/0032.html. Läst 6 juni 2011.
29. ↑  ”Svenska Dagbladets årsbok”. 29 april 1926. https://runeberg.org/svda/1926/0036.html. Läst 6 juni 2011.
30. ↑  ”Svenska Dagbladets årsbok”. 29 april 1926. https://runeberg.org/svda/1926/0037.html. Läst 6 juni 2011.
31. ↑  ”FOA – 1906”. Arkiverad från originalet den 19 juli 2011. https://web.archive.org/web/20110719124305/http://www.foa.dk/Forbund/Om-FOA/FOAs-historie/1900ernee/Husassistenternes%20Fagskole.
32. ↑  Sverige 1900-talet – Sverige mellan tyskt och amerikanskt, NE, Bra Böcker, 2000
33. ↑  75 år Sverige, Carl-Adam Nycop, Bokförlaget Bra böcker, 1976, sidan 74 – Kronprinsparet i Hollywood
34. ↑  ”Det hände i dag”. http://webnews.textalk.com/se/calendar.php?id=9747&type=month&ds=20100531&list=true.
35. ↑  ”Nobelpriset”. https://www.nobelprize.org/prizes/lists/all-nobel-prizes/. Läst 10 april 2011.